# Championnat d'Europe de rallycross 2018
Le Championnat d'Europe de rallycross 2018 est la 45e saison du Championnat d'Europe de rallycross. La saison a débuté à Barcelone le 14 avril avant de se terminer en Lettonie à Riga le 15 septembre 2018 pour le championnat supercar, et en Allemagne à Estering le 13 octobre 2018 pour le championnat super1600.

## Calendrier
| Rnd. | Epreuve              | Circuit                          | Date                  | Catégories | Vainqueur               | Voiture         | Team                    |
| ---- | -------------------- | -------------------------------- | --------------------- | ---------- | ----------------------- | --------------- | ----------------------- |
| 1    | Euro RX of Barcelona | Circuit de Barcelona-Catalunya   | 13–14 avril           | Supercar   | Reinis Nitišs           | Ford Fiesta     | Set Promotion           |
| 1    | Euro RX of Barcelona | Circuit de Barcelona-Catalunya   | 13–14 avril           | Super1600  | Artis Baumanis          | Škoda Fabia     | Volland Racing          |
| 2    | Euro RX of Portugal  | Pista Automóvel de Montalegre    | 26–27 avril           | Super1600  | Artis Baumanis          | Škoda Fabia     | Volland Racing          |
| 3    | Euro RX of Belgium   | Circuit Jules Tacheny Mettet     | 10–11 mai             | Supercar   | Anton Marklund          | Volkswagen Polo | Marklund Motorsport     |
| 3    | Euro RX of Belgium   | Circuit Jules Tacheny Mettet     | 10–11 mai             | TouringCar | Fredrik Salsten         | Citroën DS3     | Salsten Racing          |
| 4    | Euro RX of Norway    | Lånkebanen                       | 7–8 juin              | Super1600  | Jesse Kallio            | Renault Twingo  | Set Promotion           |
| 4    | Euro RX of Norway    | Lånkebanen                       | 7–8 juin              | TouringCar | Daniel Holten           | Ford Fiesta     | Daniel Holten           |
| 5    | Euro RX of Sweden    | Höljesbanan                      | 30 juin–1er juillet   | Supercar   | Reinis Nitišs           | Ford Fiesta     | Set Promotion           |
| 5    | Euro RX of Sweden    | Höljesbanan                      | 30 juin–1er juillet   | TouringCar | Fredrik Rolid Magnussen | Ford Fiesta     | Fredrik Rolid Magnussen |
| 6    | Euro RX of France    | Circuit de Lohéac                | 31 août-1er septembre | Supercar   | Cyril Raymond           | Peugeot 208     | Cyril Raymond           |
| 6    | Euro RX of France    | Circuit de Lohéac                | 31 août-1er septembre | Super1600  | Aydar Nuriev            | Skoda Fabia     | Volland Racing          |
| 7    | Euro RX of Latvia    | Biķernieku Kompleksā Sporta Bāze | 14–15 septembre       | Supercar   | Reinis Nitišs           | Ford Fiesta     | Set Promotion           |
| 7    | Euro RX of Latvia    | Biķernieku Kompleksā Sporta Bāze | 14–15 septembre       | Super1600  | Rokas Baciuška          | Audi A1         | Volland Racing          |
| 8    | Euro RX of Germany   | Estering                         | 12–13 octobre         | Super1600  |                         |                 |                         |

## Liste des participants

### Supercar
| Engagés Supercar | Engagés Supercar                | Engagés Supercar  | Engagés Supercar | Engagés Supercar      | Engagés Supercar |  |
| Constructeur     | Équipe                          | Voiture           | No.              | Pilote                | Mc.              |  |
| ---------------- | ------------------------------- | ----------------- | ---------------- | --------------------- | ---------------- |  |
| Audi             | Nyirád Motorsport               | Audi A1           | 50               | Attila Mózer          | Toutes           |  |
| Audi             | Kárai Motorsport Egyesület      | Audi A1           | 102              | Tamás Kárai           | Toutes           |  |
| Audi             | EKS Audi Sport                  | Audi S1           | 123              | Krisztián Szabo       | 4-5              |  |
| Citroën          | Mário Barbosa                   | DS3               | 75               | Mário Barbosa         | 1,2,4            |  |
| Ford             | Set Promotion                   | Ford Fiesta       | 15               | Reinis Nitišs         | Toutes           |  |
| Ford             | M.D.K.                          | Ford Fiesta       | 49               | M.D.K.                | 1-4              |  |
| Ford             | Mats Ӧhman                      | Ford Fiesta       | 54               | Mats Ӧhman            | Toutes           |  |
| Ford             | TSK Baltijos Sportas            | Ford Fiesta       | 55               | Paulius Pleskovas     | Toutes           |  |
| Ford             | JC Raceteknik                   | Ford Fiesta       | 90               | Thomas Bryntesson     | Toutes           |  |
| Ford             | JC Raceteknik                   | Ford Fiesta       | 91               | Ola Frøshaug          | Toutes           |  |
| Ford             | Derek Tohill                    | Ford Fiesta       | 111              | Derek Tohill          | Toutes           |  |
| Ford             | Knut Ove Børseth                | Ford Focus        | 70               | Knut Ove Børseth      | 5                |  |
| Peugeot          | DA Racing                       | Peugeot 208       | 18               | Magda Andersson       | 2-5              |  |
| Peugeot          | DA Racing                       | Peugeot 208       | 23               | Andréa Dubourg        | Toutes           |  |
| Peugeot          | Andrew Scott                    | Peugeot 208       | 23               | Andrew Scott          | 5                |  |
| Peugeot          | Dennis Rømer                    | Peugeot 208       | 27               | Dennis Rømer          | 5                |  |
| Peugeot          | Florent Béduneau                | Peugeot 208       | 39               | Florent Béduneau      | Toutes           |  |
| Peugeot          | Rodolphe Audran                 | Peugeot 208       | 56               | Rodolphe Audran       | Toutes           |  |
| Peugeot          | Patrick Guillerme               | Peugeot 208       | 83               | Patrick Guillerme     | 1,3              |  |
| Peugeot          | Cyril Raymond                   | Peugeot 208       | 113              | Cyril Raymond         | 2-5              |  |
| Renault          | G-Fors                          | Renault Clio      | 14               | Jere Kalliokoski      | Toutes           |  |
| Renault          | G-Fors                          | Renault Clio      | 87               | Jean-Baptiste Dubourg | Toutes           |  |
| Renault          | Lukas Walfridson                | Renault Clio      | 48               | Lukas Walfridson      | Toutes           |  |
| SEAT             | ALL-INKL.COM Münnich Motorsport | Seat Ibiza        | 38               | Mandie August         | 5                |  |
| SEAT             | ALL-INKL.COM Münnich Motorsport | Seat Ibiza        | 77               | René Münnich          | Toutes           |  |
| Škoda            | KRTZ Mot ACCR Czech Team        | Škoda Fabia       | 99               | Aleš Fučík            | Toutes           |  |
| Volkswagen       | Eklund Motorsport               | Volkswagen Beetle | 76               | Philip Gehrman        | Toutes           |  |
| Volkswagen       | Eklund Motorsport               | Volkswagen Beetle | 86               | Anders Bråten         | Toutes           |  |
| Volkswagen       | Peter Hedström                  | Volkswagen Polo   | 8                | Peter Hedström        | Toutes           |  |
| Volkswagen       | Speedy Motorsport               | Volkswagen Polo   | 10               | Lukács Kornél         | Toutes           |  |
| Volkswagen       | Kjetil Larsen                   | Volkswagen Polo   | 64               | Kjetil Larsen         | Toutes           |  |
| Volkswagen       | Ulrik Linnemann                 | Volkswagen Polo   | 72               | Ulrik Linnemann       | Toutes           |  |
| Volkswagen       | Marklund Motorsport             | Volkswagen Polo   | 92               | Anton Marklund        | Toutes           |  |

### Super1600
| Engagés Super1600 | Engagés Super1600               | Engagés Super1600 | Engagés Super1600 | Engagés Super1600           | Engagés Super1600 |
| Constructeur      | Équipe                          | Voiture           | No.               | Pilote                      | Mc.               |
| ----------------- | ------------------------------- | ----------------- | ----------------- | --------------------------- | ----------------- |
| Audi              | Volland Racing                  | Audi A1           | 14                | Rokas Baciuška              | Toutes            |
| Citroën           | Hélder Ribeiro                  | Citroën C2        | 22                | Hélder Ribeiro              | 2                 |
| Citroën           | Jimmy Terpereau                 | Citroën C2        | 37                | Jimmy Terpereau             | Toutes            |
| Citroën           | Maximilien Eveno                | Citroën C2        | 75                | Maximilien Eveno            | Toutes            |
| Citroën           | Morten Majormoen                | Citroën C2        | 85                | Guro Majormoen              | 4                 |
| Citroën           | Marius Bermingrud               | Citroën DS3       | 51                | Marius Bermingrud           | Toutes            |
| Ford              | Bompiso Racing                  | Ford Fiesta       | 77                | Mário Teixeira              | 2                 |
| Ford              | Reinsalu Sport                  | Ford Ka           | 29                | Arvo Kask                   | 4                 |
| Peugeot           | Jihočeský autoklub v AČR        | Peugeot 207       | 96                | Marcel Suchý                | Toutes            |
| Peugeot           | Espen Isaksćtre                 | Peugeot 208       | 8                 | Espen Isaksćtre             | Toutes            |
| Peugeot           | Veverka ACCR Czech Team         | Peugeot 208       | 66                | Václav Veverka              | Toutes            |
| Peugeot           | Ulrik Linnemann                 | Peugeot 208       | 86                | Jan Skala                   | 4                 |
| Renault           | Marcel Snoeijers                | Renault Mégane    | 50                | Marcel Snoeijers            | 1-2               |
| Renault           | Rencenu Autoklubs               | Renault Twingo    | 7                 | Marat Knyazev               | Toutes            |
| Renault           | Siim Saluri                     | Renault Twingo    | 20                | Siim Saluri                 | 1                 |
| Renault           | Set Promotion                   | Renault Twingo    | 74                | Jesse Kallio                | Toutes            |
| Renault           | Set Promotion                   | Renault Twingo    | 89                | Timur Shigabutdinov         | Toutes            |
| Renault           | Lars Christian Lote Rosland     | Renault Twingo    | 80                | Lars Christian Lote Rosland | Toutes            |
| Renault           | Marat Knyazev                   | Renault Twingo    | 99                | Marat Knyazev               | Toutes            |
| Škoda             | Diana ACCR Czech Team           | Škoda Fabia       | 7                 | Pavel Vimmer                | Toutes            |
| Škoda             | Janno Ligur                     | Škoda Fabia       | 10                | Janno Ligur                 | Toutes            |
| Škoda             | Volland Racing                  | Škoda Fabia       | 15                | Gergely Márton              | Toutes            |
| Škoda             | Volland Racing                  | Škoda Fabia       | 17                | Artis Baumanis              | Toutes            |
| Škoda             | Volland Racing                  | Škoda Fabia       | 48                | Aydar Nuriev                | Toutes            |
| Škoda             | Noprosu ACCR Czech Team         | Škoda Fabia       | 16                | Josef Susta                 | Toutes            |
| Škoda             | Speedy Motorsport               | Škoda Fabia       | 18                | Zsolt Szíjj                 | Toutes            |
| Škoda             | Martins Spīķis                  | Škoda Fabia       | 34                | Juris Spīķis                | Toutes            |
| Škoda             | ALL-INKL.COM Münnich Motorsport | Škoda Fabia       | 38                | Mandie August               | Toutes            |
| Volkswagen        | Anders Hansen                   | Volkswagen Polo   | 4                 | Anders Hansen               | Toutes            |
| Volkswagen        | Jakub Wyszyński                 | Volkswagen Polo   | 57                | Jakub Wyszyński             | 1-2               |

### TouringCar
| Engagés TouringCar | Engagés TouringCar          | Engagés TouringCar | Engagés TouringCar | Engagés TouringCar      | Engagés TouringCar |
| Constructeur       | Équipe                      | Voiture            | No.                | Pilote                  | Mc.                |
| ------------------ | --------------------------- | ------------------ | ------------------ | ----------------------- | ------------------ |
| Audi               | Camilla Antonsen            | Audi A1            | 15                 | Camilla Antonsen        | Toutes             |
| BMW                | Sondre Hansen               | BMW 120            | 82                 | Sondre Hansen           | 5                  |
| BMW                | Ralf Evers                  | BMW e87            | 28                 | Ralf Evers              | 3,5                |
| Citroën            | Jan-Emil Wilsberg           | Citroën DS3        | 8                  | Jan-Emil Wilsberg       | Toutes             |
| Citroën            | Salsten Racing              | Citroën DS3        | 17                 | Fredrik Salsten         | Toutes             |
| Ford               | Anders Bråten               | Ford Fiesta        | 3                  | Anders Bråten           | 4                  |
| Ford               | Daniel Holten               | Ford Fiesta        | 10                 | Daniel Holten           | Toutes             |
| Ford               | Fredrik Rolid Magnussen     | Ford Fiesta        | 12                 | Fredrik Rolid Magnussen | Toutes             |
| Ford               | Kenneth Johansen            | Ford Fiesta        | 75                 | Kenneth Johansen        | Toutes             |
| Ford               | N.R. Trommelke vzw          | Ford Fiesta        | 77                 | Steve Volders           | Toutes             |
| Ford               | Troels Daarbak              | Ford Fiesta        | 93                 | Tobias Daarbak          | Toutes             |
| Ford               | Ole Morten Tangen           | Ford Fiesta        | 94                 | Ole Morten Tangen       | 3,5                |
| Ford               | Peter McGarry               | Ford Fiesta        | 111                | Peter McGarry           | 5                  |
| Mazda              | Per Magne Røyrås            | Mazda RX-8         | 5                  | Per Magne Røyrås        | Toutes             |
| Mazda              | Jari Jaakkola               | Mazda RX-8         | 6                  | Jari Jaakkola           | Toutes             |
| Mazda              | Sivert Svardal              | Mazda RX-8         | 9                  | Sivert Svardal          | Toutes             |
| Mazda              | Fredrik Ågedal              | Mazda RX-8         | 24                 | Fredrik Ågedal          | 4                  |
| Mazda              | Ernst Atle Larsen           | Mazda RX-8         | 27                 | Ernst Atle Larsen       | 4-5                |
| Toyota             | Sören Hedlund               | Toyota Auris       | 83                 | Sören Hedlund           | 4-5                |
| Volkswagen         | Jo van de Ven               | Volkswagen Polo    | 56                 | Jo van de Ven           | 4-5                |
| Volvo              | Daniel Lundh                | Volvo C30          | 19                 | Daniel Lundh            | Toutes             |
| Volvo              | Oud-Turnhout Rally Team VZW | Volvo C30          | 22                 | Filip Baelus            | Toutes             |

## Classements

### Attribution des points
| Système de points | Position | Position | Position | Position | Position | Position | Position | Position | Position | Position | Position | Position | Position | Position | Position | Position |
| Système de points | 1er      | 2e       | 3e       | 4e       | 5e       | 6e       | 7e       | 8e       | 9e       | 10e      | 11e      | 12e      | 13e      | 14e      | 15e      | 16e      |
| ----------------- | -------- | -------- | -------- | -------- | -------- | -------- | -------- | -------- | -------- | -------- | -------- | -------- | -------- | -------- | -------- | -------- |
| Séries            | 16       | 15       | 14       | 13       | 12       | 11       | 10       | 9        | 8        | 7        | 6        | 5        | 4        | 3        | 2        | 1        |
| Demi-finales      | 6        | 5        | 4        | 3        | 2        | 1        |          |          |          |          |          |          |          |          |          |          |
| Finale            | 8        | 5        | 4        | 3        | 2        | 1        |          |          |          |          |          |          |          |          |          |          |

- Les positions qui ne sont pas qualificatives pour la phase suivante sont indiquées par un fond rose.

### Supercar
| Pos. | Pilote                   | BAR | BEL | SUE | FRA | LET | Points |
| ---- | ------------------------ | --- | --- | --- | --- | --- | ------ |
| 1    | Reinis Nitišs            | 1   | 2   | 1   | 6   | 1   | 135    |
| 2    | Anton Marklund           | 2   | 1   | 14  | 3   | 3   | 101    |
| 3    | Cyril Raymond            |     | 3   | 4   | 1   | 2   | 100    |
| 4    | Thomas Bryntesson        | 18  | 8   | 2   | 4   | 10  | 62     |
| 5    | Jean-Baptiste Dubourg    | 3   | 13  | 7   | 11  | 7   | 61     |
| 6    | Ulrik Linnemann          | 5   | 5   | 24  | 9   | 15  | 53     |
| 7    | René Münnich             | 11  | 9   | 5   | 10  | 4   | 52     |
| 8    | Krisztián Szabo          |     |     |     | 2   | 6   | 47     |
| 9    | Peter Hedström           | 6   | 4   | 6   | 27  | 26  | 46     |
| 10   | Lukas Walfridson         | 10  | 12  | 3   | 18  | 14  | 43     |
| 11   | Jere Kalliokoski         | 17  | 10  | 19  | 5   | 9   | 43     |
| 12   | Andréa Dubourg           | 13  | 7   | 8   | 16  | 17  | 29     |
| 13   | Philip Gehrman           | 4   | 17  | 20  | 20  | 11  | 28     |
| 14   | Derek Tohill             | 9   | 14  | 13  | 13  | 13  | 25     |
| 15   | Ola Frøshaug             | 7   | 20  | 12  | 22  | 18  | 19     |
| 16   | Kjetil Larsen            | 14  | 19  | 17  | 21  | 8   | 15     |
| 17   | Mário Barbosa            | 24  | 25  |     | 7   |     | 14     |
| 18   | Michael De Keersmaeckeer | 25  | 11  | 15  | 29  |     | 12     |
| 19   | Mats Ӧhman               | 21  | 18  | 9   |     |     | 10     |
| 20   | Andrew Scott             |     |     | 10  |     |     | 10     |
| 21   | Anders Bråten            | 15  | 6   | 11  | 15  | 19  | 7      |
| 22   | Tamás Kárai              | 12  | 16  | 16  | 12  | 12  | 5      |
| 23   | Paulius Pleskovas        | 16  | 23  | 27  | 23  | 27  | 1      |
| 24   | Rodolphe Audran          | 20  | 21  | 26  | 26  |     | 0      |
| 25   | Attila Mózer             | 23  | 22  | 21  | 25  | 21  | 0      |
| 26   | Mandie August            |     |     | 22  |     |     | 0      |
| 27   | Aleš Fučík               | 26  | 26  | 23  | 28  | 25  | 0      |
| 28   | Dennis Romer             |     |     | 28  |     |     | 0      |
| 29   | Knut Ove Børseth         |     |     | 30  |     |     | 0      |
| 30   | Magda Andersson          |     | 15  | 18a | 8   | 22  | 0      |
| 31   | Florent Béduneau         | 8   | 28  | 25  | 14  | 23  | -1     |
| 32   | Patrick Guillerme        | 19  | 27  |     | 24  |     | -15    |
| 33   | Lukács Kornél            | 22  | 24  | 29a | 17  | 24  | -60    |
| Pos. | Pilote                   | BAR | BEL | SUE | FRA | LET | Points |

### Super1600
| Pos. | Pilote                      | BAR | BEL | SUE | FRA | LET | Points |
| ---- | --------------------------- | --- | --- | --- | --- | --- | ------ |
| 1    | Artis Baumanis              | 1   | 1   | 4   |     |     | 65     |
| 2    | Rokas Baciuška              | 4   | 4   | 3   |     |     | 63     |
| 3    | Aydar Nuriev                | 8   | 10  | 2   |     |     | 52     |
| 4    | Jimmy Terpereau             | 2   | 6   | 12  |     |     | 47     |
| 5    | Espen Isaksaetre            | 6   | 2   | 8   |     |     | 44     |
| 6    | Janno Ligur                 | 9   | 8   | 6   |     |     | 44     |
| 7    | Gergely Márton              | 3   | 14  | 5   |     |     | 43     |
| 8    | Jesse Kallio                | 15  | 9   | 1   |     |     | 42     |
| 9    | Maximilien Eveno            | 7   | 24  | 10  |     |     | 42     |
| 10   | Josef Susta                 | 13  | 7   | 7   |     |     | 36     |
| 11   | Ondřej Smetana              | 5   | 3   | 14  |     |     | 34     |
| 12   | Václav Veverka              | 10  | 5   | 17  |     |     | 24     |
| 13   | Marius Bermingrud           | 18  | 11  | 9   |     |     | 24     |
| 14   | Zsolt Szíjj                 | 11  | 12  | 25  |     |     | 9      |
| 15   | Pavel Vimmer                | 12  | 17  | 16  |     |     | 9      |
| 16   | Jan Skala                   |     |     | 11  |     |     | 8      |
| 17   | Timur Shigabutdinov         | 16  | 13  | 24  |     |     | 5      |
| 18   | Jakub Wyszyński             | 14  | 15  |     |     |     | 5      |
| 19   | Anders Hansen               |     |     | 13  |     |     | 4      |
| 20   | Marat Knyazev               | 17  | 23  | 15  |     |     | 2      |
| 21   | Lars Christian Lote Rosland | 22  | 16  | 21  |     |     | 1      |
| 22   | Juris Spīķis                |     |     | 18  |     |     | 0      |
| 23   | Artur Egorov                | 19  | 18  |     |     |     | 0      |
| 23   | Marcel Suchý                | 20  | 25  | 19  |     |     | 0      |
| 25   | Mandie August               | 21  | 19  | 22  |     |     | 0      |
| 26   | Arvo Kask                   |     |     | 20  |     |     | 0      |
| 27   | Marcel Snoeijers            | 23  | 20  |     |     |     | 0      |
| 28   | Hélder Ribeiro              |     | 21  |     |     |     | 0      |
| 29   | Mário Teixeira              |     | 22  |     |     |     | 0      |
| 30   | Guro Majormoen              |     | 23  |     |     |     | 0      |
| 31   | Siim Saluri                 | 24  |     |     |     |     | 0      |
| Pos. | Pilote                      | BAR | BEL | SUE | FRA | LET | Points |

### TouringCar
| Pos. | Pilote                  | BEL | NOR | SUE | Points |
| ---- | ----------------------- | --- | --- | --- | ------ |
| 1    | Sivert Svardal          | 5   | 5   | 2   | 59     |
| 2    | Fredrik Rolid Magnussen | 8   | 4   | 1   | 58     |
| 3    | Daniel Holten           | 9   | 1   | 6   | 55     |
| 4    | Steve Volders           | 2   | 3   | 11  | 54     |
| 5    | Jan-Emil Wilsberg       | 7   | 2   | 12  | 49     |
| 6    | Daniel Lundh            | 3   | 7   | 19  | 41     |
| 7    | Camilla Antonsen        | 6   | 10  | 8   | 39     |
| 8    | Tobias Daarbak          | 11  | 9   | 5   | 35     |
| 9    | Fredrik Salsten         | 1   | 11  | 20  | 32     |
| 10   | Per Magne Røyrås        | 4   | 13  | 10  | 32     |
| 11   | Kenneth Johansen        | 15  | 18  | 3   | 24     |
| 12   | Ole Morten Tangen       | 10  |     | 7   | 24     |
| 13   | Anders Bråten           |     | 6   |     | 20     |
| 14   | Sören Hedlund           |     | 12  | 9   | 20     |
| 15   | Sondre Hansen           |     |     | 4   | 18     |
| 16   | Jari Jaakkola           | 12  | 16  | 15  | 10     |
| 17   | Fredrik Ågedal          |     | 8   |     | 15     |
| 18   | Filip Baelus            | 13  | 15  | 16  | 7      |
| 19   | Ernst Atle Larsen       |     | 14  | 13  | 7      |
| 20   | Ralf Evers              | 14  |     | 17  | 5      |
| 21   | Peter McGarry           |     |     | 14  | 3      |
| 22   | Jo van de Ven           | 16  | 17  | 18  | 1      |
| Pos. | Pilote                  | BEL | NOR | SUE | Points |